# Loreena McKennitt
Loreena McKennitt, C.M., född 17 februari 1957 i Morden i Manitoba, är en kanadensisk sångerska och kompositör som skriver och framför världsmusik med den keltiska musiken som grundgenre. Hon spelar harpa, piano och dragspel.

## Biografi
McKennitt är av skotskt och irländskt ursprung efter föräldrarna Jack och Irene McKennitt.
McKennitt flyttade till Stratford, Ontario 1981, och där bor hon ännu. Hon släppte sitt första album, Elemental, 1985. Med regelbundna utsläpp av självproducerade album började hon dra till sig global uppmärksamhet, med album som To Drive the Cold Winter Away (1987), Parallel Dreams (1989), The Visit (1991), The Mask and Mirror (1994), A Winter Garden (1995) och The Book of Secrets (1997). Alla hennes material har givits ut på hennes eget skivbolag, Quinlan Road, som hon startade 1985.
1993 nådde hennes musik en större publik då hon turnerade i Europa med Mike Oldfield. 1995 var hennes version av den traditionella irländska sången Bonny Portmore med i filmen Highlander 3, vilket medförde en stor ökning av skivförsäljningen. Hennes musik har också varit med i filmerna Soldier, Jade, The Mists of Avalon (tv-serie) och tv-serien Roar.
I en båtolycka 1998 drunknade McKennitts fästman tillsammans med två andra som stod henne nära. Hon grundade Cook-Rees Memorial Fund samma år och donerade all vinst från försäljningen av liveplattan Live in Paris and Toronto till fonden. Efter detta framträdde McKennitt bara ett fåtal gånger och släppte inga nya inspelningar förrän 2006, då hon släppte studioalbumet An Ancient Muse.
I juli 2004 gjorde generalguvernören Adrienne Clarkson henne till medlem av Order of Canada, den mest prestigefyllda civila hedersutmärkelsen i Kanada.
McKennitts musik har oftast blivit kategoriserad som världsmusik / new age / keltisk. Den innehåller dock aspekter och karakteristisk musik från hela världen och i skivaffärer händer det att hennes musik ligger under kategorin folkmusik, eller rentav - felaktigt, kan tyckas - pop/rock.
Innan McKennitt komponerar någon musik gör hon en omfattande efterforskning på ett speciellt ämne som kommer att bilda huvudkonceptet för albumet. Innan hon gjorde Elemental och Parallel Dreams reste hon till Irland för inspiration från landets historia, folklore, nejder och kultur. Albumet The Mask and Mirror inkluderar element från keltisk och arabisk musik efter studier av Galicien, en del av Spanien med keltisk historia.
Texterna till McKennitts album An Ancient Muse från 2006 inspirerades huvudsakligen av Homeros Odysséen och resor längs och läsning om olika kulturer längs Sidenvägen.
McKennitt jämförs ofta med Enya, men hennes musik är mer grundad i det traditionella och klassiska. Hon har tonsatt och gjort egna versioner av gamla poem och folkvisor, till exempel "The Lady of Shalott" av Lord Tennyson, "Prospero's Speech" (ur William Shakespeares Stormen), "Snow" av Archibald Lampman, William Blake's "Lullaby" och "The Highwayman" av Alfred Noyes.
Under 2005 var McKennitt med i ett rättsfall efter att en före detta vän - Niema Ash - hade, utan tillåtelse eller i samverkan med McKennitt, skrivit och publicerat en bok om henne. McKennitt ansåg att den innehöll uppgifter som inkräktade på hennes privatliv, såsom detaljer kring hennes fästmans död, och hävdade att Ash inte hade någon rätt att publicera dessa. Den engelska domstolen gav McKennitt rätt (Niema Ash är bosatt i London, därför tog fallet plats i England). En uppgörelse kom 4 oktober 2007.

## Diskografi

### Studioalbum
- Elemental (1985)
- To Drive the Cold Winter Away (1987)
- Parallel Dreams (1989)
- The Visit (1991)
- The Mask and Mirror (1994) US #143
- The Book of Secrets (1997) US #17
- An Ancient Muse (2006)
- A Midwinter Night's Dream (2008)
- The Wind That Shakes the Barley (2012)

### Livealbum
- Live in San Francisco at the Palace of Fine Arts (1995)
- Live in Paris and Toronto (1999)
- Nights from the Alhambra (2007)
- A Mediterranean Odyssey (2009)
- Troubadours On the Rhine (2012)

### EP
- A Winter Garden: Five Songs for the Season (1995)

### Singlar
- "All Souls Night" (1991)
- "The Lady of Shalott" (1991)
- "Courtyard Lullaby" (1991)
- "Greensleves" (1992)
- "The Bonny Swans" (1994)
- "Santiago" (1994)
- "The Dark Night of the Soul" (1994)
- "The Mystic's Dream" (1995)
- "God Rest Ye Merry, Gentlemen" (1995)
- "The Mummers' Dance" (1997) (#18 US HOT 100)
- "Marco Polo" (1998)
- "Caravanserai" (2006)
- "Penelope's Song" (2007)
- "The Seven Rejoices of Mary" (2008)
- "Noël Nouvelet!" (2008)
- "Dante's Prayer" (2009)
- "Breaking of the Sword" (2017)

### Samlingsalbum
- The Journey Begins (2008) (CD-box)
- A Mummers' Dance Through Ireland (2009)
- The Journey So Far – The Best of Loreena McKennitt

## Videor
- The Mummers' Dance (1997)
- The Bonny Swans
- Loreena McKennitt: Nights from the Alhambra (2007, Live concert premiered on PBS)[2]

## Annat
- No Journey’s End (halvtimmas presentation gjord för tv och DVD)
- Heaven On Earth (TV-film 1987 - spelade "Lady Traveler")